# つるピカハゲ丸
『つるピカハゲ丸』（つるピカハゲまる）は、のむらしんぼによる日本の漫画作品。
『月刊コロコロコミック』『別冊コロコロコミック』『小学館の学習雑誌』で1985年から1995年（コロコロ本誌は1994年）まで連載。単行本は全25巻。2005年にはベストセレクション上下巻が刊行された。2011年4月時点で単行本は累計500万部を売り上げている。『コロコロイチバン!』でも2009年から2015年まで連載し、2012年2月より1巻から刊行、全3巻が発売された。

## 概要
頭髪が3本しかない小学生・ハゲ田ハゲ丸とその一家が、強引かつ本末転倒な様々な節約を試みるという4コマギャグ漫画。彼らの節約術には「つるセコ」という造語が付けられており、とにかく『セコい』のがテーマ。
第33回小学館漫画賞児童部門受賞作。
1987年には『別冊コロコロコミック』にて「おぼっちゃまくん」との合作も行っている。
続編として1999年から2000年に『別冊コロコロコミック』にて『つるピカハゲ丸21』が連載された。雑誌『SPA!』の一コーナーではサラリーマンになったハゲ丸たちが描かれた。
2007年より『週刊漫画ゴラク』にて、北海道へ単身赴任となった父のハゲ蔵を主人公にした『“つるセコ課長”単身赴任記!! ハゲ田ハゲ蔵』の不定期連載を開始。また、2007年5月25日発売の『熱血!!コロコロ伝説』vol.6 には、連載終了から眠りについていたハゲ田家が12年ぶりに目覚める描きおろし作品『つるピカハゲ丸2007』が掲載された。そして、連載終了から14年の時を経て、『コロコロイチバン!』26号より『つるピカハゲ丸』として連載復活。
『コロコロコミック』連載の『つるピカハゲ丸』より5年後に同誌で連載開始された『スーパーマリオくん』では、ごく初期にマリオがドロボウの格好でコインを集めたり、クッパが代金を値切ったりした時、それらの行動が「つるセコ」と呼ばれることがあった（特に、ドロボウ姿のマリオは「つるセコマリオ」と呼ばれた）。
2008年12月1日号の『R25』では、「つるセコの極意を学べ!」というタイトルで、つるセコの考え方を紹介する記事が掲載されている。そこには、原作者であるのむらしんぼが実際に実践しているつるセコが紹介されている。これは、掲載当時「100年に一度の不景気」とマスコミで言われていたほどだったことから、節約のススメを示したものである。
安価に釣りができるようにする題材を示すべく、釣りの雑誌『Rod and Reel』に登場したこともある。

## 登場人物

### ハゲ田家
東京都練馬区梅桃町に一軒家を構える、主人公の一家。その名の通り、「男子は代々ハゲしか生まれない」とハゲ丸が生まれた時に父ハゲ蔵が言っており、その他にはハゲ丸が近藤に見せた家系図で明かされた人物の名には全員「ハゲ」が付いており、全員が頭もハゲである。家族全員がつるセコにいそしみ、周囲の人間を巻き込んで騒動を繰り広げるというのが本作のギャグパターンである。「つるセコ」のそもそもの発端は、ハゲ丸の誕生で育児費用が掛かるようになったためと説明されているが、田舎のじいちゃんとばあちゃんもセコいため、元々そういう家風だったきらいがある。家族構成は当初、ハゲ丸と両親、それに飼い犬のペスだけだったが、後にばあちゃんと弟つる丸が上京、さらにつる丸が作成したロボ太郎を加え、最終的には5人+1匹+1体となった。ただし、ばあちゃんは中盤以降ほとんど登場しなくなる。家族行事として「年に一度のぜいたく」と称し、外食に行ったり旅行へ出かけたりする場合もある。
ハゲ田 ハゲ丸（ハゲた ハゲまる）
声 - つかせのりこ（1話 - 37話）→杉山佳寿子（38話 - 59話）
本作の主人公。小学5年生。クラスは4組。ただし、学年誌掲載時には、読者と同学年に設定されている場合もある。名の通り、生まれつき頭がハゲている少年。頭のてっぺんの3本の毛はオバケのQ太郎、服装は『おそ松くん』のチビ太と共通するが、のむらしんぼ自身は当初気付かず、無意識にデザインしたものとコメントしている。非常に太い眉（エンディングテーマでは「焼き海苔眉毛」名義）をしている。石ころを割ってしまうほどの石頭で、お仕置きで叩き続けた桜先生の方が手を傷めてしまうほど。遠くから食い物を見つけるのが訓練になっていて、視力は2.5を記録。
誕生日は1月1日。やぎ座。親譲りのセコさだが、友人（主に近藤）の持つ玩具などを欲しがる所から、両親から半ば強いられている節がある。極度の貧乏のわりにファミコンを持っているが、話によっては持っていない描写もある。いつも舌を出している。口癖は「もうけたぜ〜」「ぐひひ」「ナイスだぜ」「一石二鳥」「●●いらないぜ〜」「●●代ういたぜ〜」「作戦成功」。
服装は、長袖に半ズボン。夏・冬など季節に関係なく、いつも同じデザインのものを着ていて、違う服を着ることは、就寝時を除けば、ほとんど無い。
勉強は苦手でほとんど0点、たまに奇跡的に50点をとるくらい。運動も徒競走でビリになったり泳げないなど苦手であり、成績もオール1や1と2ばかりなど、かなり悪い。しかし、つるセコやお金に関することなら、算数の計算でも簡単にこなせる。未だに時計がちゃんと読めないらしい。体格は弟・つる丸とほぼ同程度。身長は年齢のわりにはかなり低く、本人も気にしている。また、身長のわりに頭が非常に大きく、作中では「でか頭」と表現される。すでにとおちゃんより大きいらしい。近藤など他人からいたずら（つるセコ）をされることがあるが、ほとんど引っかからない。2回だけ、髪の毛が2本になったことがある。小学5年生でありながらオネショの癖は治らず、クラスでの一泊旅行の時は近藤や山田（アニメでは大塚）らクラスメイトにからかわれたほど。
眉毛の色は初期は黒で統一していたが、のちにカラーページでは赤だったり青だったり緑だったりと眉毛の色が変わることもある。一人称は「オレ」で、目上で大人である桜先生やとなり田じーさんなどと話す時も、言葉自体は敬語になっても、一人称はほとんど「オレ」で通している。
「ハデ丸」という、頭髪がフサフサである以外は顔も体型もそっくりな派手好きのイトコがいる（しかし、派手さを極めるあまり、服装だけでなく自転車にウィンカーやラジオ、補助輪をやたらつけるなど無茶苦茶なキャラクターである）。
名前の由来は『伊賀の影丸』の主人公・影丸から来ている。
『コロコロコミック』1986年9月号の付録「コロコロ少年団パスポート」の使い方説明ページでプロフィールが記載されているが、その後に決められた設定とは大きく異なるものであった（あくまで記入例なので正式な設定ではない）。
このページでの生年月日は1976年3月31日、父の名はハゲ田とおちゃん、住所は小学館ビルの場所、本籍は秋田県湯沢市セコ井町ハゲ2丁目5番地となっていた。
アニメでは、一番逆らいつつも人一倍桜先生を慕っていて、彼女のお見合い話になると、上手くいくように祈りつつ「行っちゃ嫌だ」と泣き出す一面もあり、「大人になったら桜先生を幸せにする」とまで言っている（しかも2回も）また、年齢について、「10歳」と言われている回がある。
また、アニメでは、学年が4年生に。クラスは4組。第15話の身体測定の話で身長が110cmとなっていて、同話の「つるセコベスト10」では、身長110cm以下はダメと、ジェットコースターに乗るのを断られている。
アニメでの一人称は「おいら」に変更、また口癖は「〜ぞい」「〜ピー」が追加された。
ハゲ田 ハゲ蔵（ハゲた ハゲぞう）
声 - 緒方賢一
ハゲ丸の父。普通のサラリーマンで、当初は係長、後に課長になった（コミックス25巻で一度不景気の影響で会社をクビになり、不動産屋を起業したこともあったが、後にサラリーマンとして再就職している）。息子同様、度を越した倹約家。家族を含め、みんなからは「（ハゲ丸の）とおちゃん」と呼ばれているが、となり田じいさんや近藤のパパなど、相手が大人だと「ハゲ田さん」と呼ばれる（これはかあちゃんの場合も同様）。毛は7本と、ハゲ丸より多い。なお、一時8本だったこともあり、6 - 10本という記述もある。ハゲ田家の中では唯一、いつも鼻が描かれている。
愛煙家だが、人が捨てたものを拾って吸うなど、節約している。禁煙を決意したこともあるが、長続きしない。家では和服が多い。
つるセコの際、舌を出すことはめったにないが、まれに出していることはある。ブリーフだったりトランクス（ガラパン）だったりふんどしだったり、下着が一定しない。常にメガネを着用していて、外すことはめったに無い。メガネを刺身につける醤油の小皿代わりに使われるなど、つるセコの被害に遭うことも。
息子ともども、毛が少ないことが結構コンプレックスになっているらしく、色々な方法（あご髭を伸ばしてそれを切って貼り付ける、など）で自家製カツラを作るネタがよくあり、となり田じいさんや寺の住職など、自分たちより毛が少ない人を見ると感動して涙を流す。ただし、17巻において、「子供の頃はフサフサだった」と、当時の写真を見せるシーンがある。
愛車は3万円で購入した中古のワーゲン。見るからにボロボロでクラクションも鳴らないほどだが、天井部にキャリアを装着してバスにするなどのつるセコ商売にも使われている。
名前が初めて出たのは7巻。また、7巻のみ、登場人物紹介に名前が出ている。
アニメでは、北海道のじっちゃん、九州のばあちゃん、ブラジルのアンクル（おじさんの意）に電話をかけるシーンがある。また、第44話の「つるセコベスト10」で「40歳」と言われている。勤めている会社名は「おとぼけ商事」だったり「なかよし商事」だったり、一定していない。三流会社らしい。また、小学生時代は今の息子同様オール1の成績だったと言い、通信簿も提示している。
ハゲ田 つる子（ハゲた つるこ）
声 - 向井真理子
ハゲ丸の母。専業主婦。身長165cm。美人でお茶目な性格だが、時々出るばあちゃんを除けば、ハゲ田家で最もセコい。ものをねだる息子たちやとおちゃんに対して、過度の節約を強いている。とおちゃん同様、家族を含め、みんなからは「（ハゲ丸の）かあちゃん」と呼ばれていて、同年代以上からは「ハゲ田さん」と呼ばれる。服装はいつも同じで、腕まくりにエプロン、下はスカート。遠出する時以外は変わらない。ズボンは穿かない。生け花をよくやる。ハゲ丸に「うまくない」と言われるあたり、料理の腕は、それほどでもないらしい（というより、まともな料理をやるシーンが少ない）。10年前の結婚式の際は今同様ビンボーで、まともな式を挙げられず、他人の結婚式に忍び込んでどさくさにまぎれて挙げたらしい。コミックス8巻の時点で、自転車に乗れない。また、ハゲ田家では唯一髪の毛の量が多い（つる丸は短髪なので対象外）ことから、髪を乾かすときはコタツの中に入る、激しく頭を振る、などして乾かす（ドライヤーなどつるセコでは禁句である）。
『コロコロコミック』の読者コーナーにおいて「最強のコロコロキャラは誰か?」というテーマが挙げられた際、相手のどんな必殺技もつるセコに利用してしまうことから、『ストリートファイターII』や『ウルトラマン』といった格闘系のキャラクターを抑え、堂々とチャンピオンに輝いている。名前が出たのはコミックス7巻が初で、当人も「初めて知った」と語っている。また、7巻のみ、登場人物紹介に名前が出ている。
アニメでは、ヘビが極度に苦手。
ハゲ田 つる丸（ハゲた つるまる）
ハゲ丸の弟。小学1年生。ハゲ田家の家系で唯一、髪の毛がある男子。祖父母の元でつるセコ修業を積んでいたが、両親の結婚10周年を期に、梅桃町へやってきた。初登場時は両親を「とおしゃま」「かあしゃま」と、かしこまって呼んでいたが、以降は兄同様に「とおちゃん」「かあちゃん」である。つるセコの腕は兄にはおよばない。語尾に「〜でし」が付く。服装はチェック模様の長袖に半ズボンで、兄同様、季節に関係なく同じ。違う服を着ていることはめったに無い。
「生まれつきハゲ」「名前にハゲが入っている」というハゲ田家の2つの法則に、両方とも反しているキャラクターであり、「ハゲ田家の歴史でハゲてないのはボクだけではないでしか」と、頭の黒さ（と良さ）を自慢している。
兄とは正反対に頭脳は優秀であり、入学したての1年生なのに5年生のテストで軽々と100点を取ってしまうほど。学校の成績はオール5の天才。絵もかなり上手い。しかし、素直な性格で、決して兄を見下さず、つるセコの時に「さすが〜」と言って、尊敬している。その頭の良さを生かしたつるセコをするが、天才のわりに「外人」を「タト人」と読んだり、虫食いの服を見てカブト虫の餌に布を与えたりなど、単純なことを知らずに大ボケをかますことも。とおちゃん同様、つるセコの際に舌を出すことはめったにない。身長99cm、体重25kg。兄同様のでか頭＆石頭。初登場のコミックス14巻において、ハゲ丸とつる丸が「ハゲ田ブラザーズ」と書かれている箇所がある。しっかり貯金箱にお金を貯めていて、それに関しては兄相手でも油断しない（ハゲ丸にそんな気が無くても）。
アニメでは、彼が登場しないため、兄弟のいないハゲ丸が寂しがる話がある。また、つる丸本人ではないが、第44話において、瓜二つの顔をした子供が1シーンだけ登場している。
ばあちゃん
声 - 龍田直樹
ハゲ丸のばあちゃん。7巻で初登場。ハゲ田家で唯一、年齢と本名が不明。田舎から上京してハゲ田家の一員に。とおちゃんのことを「ハゲ蔵」、かあちゃんのことを「つる子さん」と呼ぶ。語尾に「〜ぞな」 がつく。自称「つるセコおばば」。毎回ハゲ田家にいるわけではないが、そのつるセコは、かあちゃんも「わたしも負けるわ」と言うほどであり、かあちゃんをも凌ぐハゲ田家最強のつるセコ人間。田舎が日本屈指の豪雪地帯である。ただし、その時の4コマにはばあちゃんしか出てこないため、じいちゃんの田舎と同じかどうかは不明。普段は常に和服を着用している。
アニメでの出番は、31話・46話・58話を除けば、38話の1シーンのみで、それ以外は原作におけるばあちゃんの役どころはとおちゃんに置き換えられていた。また31話では、住んでいる田舎には鉄道（JR）が通っており、下車駅は「へっころ谷駅」となっていたが、住んでいる家は駅からかなり遠い場所に存在する。
ハゲ田 ハゲ左衛門（ハゲた ハゲざえもん）
ハゲ丸のじいちゃん。72歳。違いのわかる、じじいの中のじじい。田舎で野良仕事をしていて、つる丸につるセコの修行をさせていた。髪の毛は10年前に全部抜けたため、頭にカブのへた（根っこつき）をくっつけて、髪の毛があるように見せかけている。
相当なつるセコ（少なくともハゲ丸やつる丸が全くかなわないレベル）だが、ばあちゃんよりセコいかどうかは不明。ただし、ハゲ丸たちに聞くまで「テレビは画を映して見るもの」だと知らなかった（というよりテレビを買ったのがハゲ丸たちが田舎に来た時が初めてだった）ため、庭石のように形を眺めるという大ボケをかました時は、さしものばあちゃんをも呆れさせた。ハゲ丸とは、彼が赤ん坊の頃に会ったきりで、田舎に来た時の再会は、かなり久しぶりだったらしい。
漫画ではハゲ丸とつる丸が田舎に会いに行ったのと、一度だけ東京見物に来た以外には、ハゲ田家に宅配便を送ったネタがあるくらいで、ほとんど活躍がない。かつてはうちわ集めが趣味だったが、扇ぐのにちょうどいい堅さのものということでレコード収集に変えており、レコードをうちわの一種だと思い込んでいる。アニメ版は未登場。
ペス
声 - 巻島直樹
ハゲ丸の飼い犬。ハゲ丸が3歳の時、梅桃公園に捨てられていて、たまたまかあちゃんと来ていたハゲ丸と出会い、意気投合。ハゲ丸の訴えと、その様子を見たかあちゃんの「色々役に立ちそう」という考えによって拾われ、ハゲ田家で飼われることになる。名前は元々ペスだったらしい。
拾ったお金を銀行に預けたり、自分でネコに変装してとなり田じーさんの家のサンマを盗んだり、字を書いたり、人間の言葉を喋ったり（ただし言葉でハゲ丸らとやりとりすることは少なく、ほとんどは普通の犬同様の扱いである）と、結構賢くがめつい。自転車（それも補助輪など付いていない近藤のもの）に乗れる。自家発電など、ハゲ田一家に酷使されることが多い。後期では自家発電以外に出番がないことが多く、ペットというよりは家畜に近い扱いだった。時には、過酷な扱いに耐えかねて家出して自ら捨て犬になったり、体調を崩して寝込んだこともある。しかし、なんだかんだ言っても今までハゲ田家で可愛がられて来た恩は忘れておらず、特に仲の良いハゲ丸を慕っていて、近藤に「犬は飼い主に似る」の言葉通りによく似ている、と言われる。
ハゲ丸同様、太い眉をしているのだが、ときどき眉が細いことがある。
アニメでは、語尾に「〜っぺ」が付く喋り方をする。また、みどりの飼い犬・メリーに惚れているが、メリーのおやつの骨を横取りしたことで、みどりには嫌われている。
また、家出したペスがハゲ丸との思い出を回想するシーンがあるが、出会った時の3歳以前のハゲ丸のところにはまだいなかった原作とは異なり、ハイハイさえしていない赤ちゃんの頃のハゲ丸と一緒にいる描写がある。1度別れかけるも、ハゲ丸が川で溺れそうになっているところを目撃、戻って来て救出した。
ロボ太郎（ロボたろう）
つる丸が作った家事手伝いロボット。最初はリモコンで動き、お手ができるぐらいの性能だったが、カミナリが直撃したことにより、自我を持つ高度な人工知能ロボットとなった。一人称は「オラ」、語尾に「〜ダビ」が付く。腕が自由に伸び縮みする。口から材料を入れ、体内でカレーを調理したりジュースを作る機能を持つが、できたカレーはお尻から、ジュースは股間から出てくるため、誰も食べたがらないし飲みたがらない。バッテリーの容量が少なくなると眠くなる。のむらしんぼが作った、ロボジローというライバルがいる。アニメ版は未登場。
頭部のアンテナのようなものは、つる丸によれば、天井のフックに引っ掛けてロボ太郎をぶら下げ、両手にうちわを持たせて回転させることで、大型扇風機の役目をさせるためらしい。

### 友人・知人
近藤 勝（こんどう まさる）
声 - 金丸淳一
ハゲ丸の同級生。ハゲ丸と同じ日（1月1日）に同じ病院で生まれ、退院まで過ごした病室も同じであるほか、ハゲ丸より1年早く3歳の時に幼稚園に入園した経緯を持つ。テストにおいてクラスでただ1人100点を取るなど学力は優秀だが、授業中にハゲ丸や山田と私語をしたり紙飛行機を作ったり、山田と一緒に読んでいたエロ本を先生に没収されるなど、素行の悪さも目立つ。また、ハゲ丸と喫茶店やレストランなどに行くシーンがよく描かれており、『月刊コロコロコミック』の投書欄には「小学生だけでしょっちゅう喫茶店に行くのは変」という指摘もあった。
ハゲ丸とは親友同士だが、よくハゲ丸に自慢するほか、ハゲ丸に対して悪口を言ったり、山田と一緒になってハゲ丸の背中に悪口を書いた張り紙を貼るなど意地悪を行うこともある。身長165cm。山羊座。コミックス25巻では、花粉症であることが判明。
住所は、練馬区梅桃町3丁目。
ハゲ田家のつるセコの最たる被害者。「（梅桃町）つるセコ選手権大会」の際、となり田じーさんと組んで打倒ハゲ田家を目指し、いくつかのつるセコをやり、その際「もうけたぜ」などのハゲ田家の口癖も使ったが、結局ハゲ田家のつるセコの前には足元にもおよばなかった。
4回だけ髪型が変わった。バーベル上げなど様々な方法で身体を鍛えているため、小学生であるにもかかわらず筋肉質であり、ルックスも相まって、女の子にもてている。ハゲ丸からは「近藤」と呼ばれている。彼は両親を「パパ」「ママ」と呼ぶが、たまに「とうさん」になっていることも。彼はハゲ丸などと違ってランドセルではなく、手提げカバンタイプのカバンを持っている。彼以外にも、同じように手提げカバンタイプのカバンを持つ女の子が登場することがある。聖子も同様。彼の一家は、全員バイオリンを弾ける。『つるピカハゲ丸2007』では一児の父親となり、ベンチャー企業の社長を務めている。一度だけ、名前が「まさお」になっていたことがある。
他のキャラクター同様ハゲ田家などにつるセコをされた人物の口癖は「しょえーっ」「ありーっ」などが多い。「しっかし」は、ほぼ彼だけの口癖である（ハゲ丸ととなり田じーさん、近藤の母、それに数人のモブキャラクターが1回ずつ口にしたことはある）漫画では一度だけ、『のんきくん』の「ドピュー」でこけたこともあった。またハゲ丸に同情すると「かわいそー」というのもある。これはほかの人が言う場合もあるが、近藤は特に多い。
前述の通りよくハゲ丸に自慢するが、アニメでは一度、自分には田舎が無いということで、ばあちゃんの田舎に行くというハゲ丸を、逆にうらやましがったことがある。
アニメのスペシャル3で放送された「さらば近藤」では父親がニューヨークへの転勤を命じられ、近藤家全員ニューヨークへ移住するためにハゲ丸たちと離れ離れになるも、渡航中に転勤先の倒産を知り、再び梅桃町へ戻っている。
アニメでは第22話（桜先生が入っていた宅配便）と第33話（ハゲ丸と共に学級委員候補に）で、双方とも（前者は宛名、後者は黒板）で「近藤まさる」と書かれていた。また前者の宅配便では、宛先が「東京都梅桃区梅桃町2-8-15」と書かれている。
「ハゲ丸」連載前にコロコロコミックで短期連載された「Dr.（ドクトル）ゴックン」にも登場している。
都留 聖子（つる せいこ）
ハゲ丸のクラスに転校して来た女の子。ハゲ田一家同様のつるセコ娘。かなりの美少女のため、近藤や山田も好意を寄せているが、好みのタイプが「ハゲ丸のようなハゲでセコい人」であり、本人もつるセコが大好きで「ハゲ丸」の単行本でつるセコの勉強をしている。そのためハゲ丸のことが大好きで、ハゲ丸に会いたくて転校して来たという筋金入り。押しかけ女房的に、ハゲ丸のガールフレンドになる。ハゲ丸が浮気しないようにいつも監視していて、ハゲ丸が他の女の子からバレンタインのチョコをもらおうとしただけで引っぱたく。つるセコの腕はハゲ丸にはおよばない。
身長160cmで、見た目はかあちゃんや近藤と同じくらいに描かれている。体重40kg。スリーサイズは75・40・80。好きな食べ物はフルーツパフェ。ハゲ丸同様、つるセコの時に舌を出す癖を持つ。一度だけ髪型を変えたことがあるが、髪を束ねていて、髪飾りを外し髪を下ろした姿を見せたことはない。スタイルが良いことから、「色気」を利用したことがある。
両親は一切登場しておらず、身内に関してはほぼ不明だが、唯一、エステサロンを経営するおばが登場したことがある。アニメ版は未登場。
佐藤
ハゲ丸の同級生で女の子。アニメ版は未登場。
みどりちゃん
声 - 長尾理保子
ハゲ丸が想いを寄せる女の子。ハゲ丸のことを「ハゲ丸くん」と呼ぶ。
聖子登場前のハゲ丸いわく、「クラスで一番かわいい」。19巻で「あたし、ハゲ丸くんきらいなの。セコいしダサいし、勉強できないし」と言って、あっさりフッた。その後は近藤や山田、桜先生同様にハゲ丸のつるセコの被害者として描かれている。
アニメ版ではリボンが無くなった他、1年上の上級生という設定になり、メリーという名のメスのプードルを飼っている。ハゲ丸は原作以上に熱を上げており、彼女を前にするとまともに喋れないほど緊張する。ハゲ丸に対しては親切に接しているが、ペットのメリーのおやつを横取りしたペスを嫌っている。
服装はオレンジ色の縞模様のセーター・青いスカート・白いソックス。
落合 クルミ（おちあい クルミ）
声 - 長尾理保子
アニメ版のオリジナルキャラクターで、近藤とは特に親密な関係。身長155cmだが、小さくなったり、大きくなったりする。原作における、みどりちゃんと同じような位置づけだが、ハゲ丸は特に異性としての興味を示さず、近藤と相思相愛である点が大きく異なる。しかし大のヤキモチ焼きで、浮気した近藤を殴り付けるなど気は強い。初期では鼻が無かった。
名前が明らかになったのは、桜先生が家庭訪問に行った時の22話。顔は原作のみどりちゃんそのままで、アニメの彼女とも、リボンの有無と身長以外は瓜二つの容姿。家族は4話の回想と22話で母親が登場している。
服装は白いブラウス・赤いネクタイとスカート。
みちこちゃん（字は不明）
アニメ版のオリジナルキャラクター。大塚（原作では山田）が好意を寄せていて、ハゲ丸が起こしたあるハプニングがきっかけで彼と親しくなった。
クルミが目立つので影は薄く、名前もほとんど呼ばれないが、学校や桜先生の引率関係の話では登場は多い。家族は1話で父親が登場している。
初期は標準語で話していたが、途中から関西弁になった。
クルミと違い、時々服が変わる。
桜 咲子（さくら さきこ）
声 - 鷹森淑乃
ハゲ丸の通う小学校の女性教師で、ハゲ丸や近藤のいる5年4組の担任。年齢は26歳。ハゲ丸のつるセコにはいつも悩まされている。教育熱心でよく怒鳴っているが、児童からは慕われている。かつては幼稚園の先生もやっていた。幼稚園の名前は「みのり幼稚園」となっているが、数ページ後の運動会のシーンではテントに「うめもも幼稚園」と書かれている。
いたずらのお仕置きにハゲ丸の石頭を叩き過ぎて、こぶしを痛めてしまったことがある。後にお仕置きは「チョーク投げ」や「ハリセン叩き」に変わっていった。水着のシーンもたまにあり、スタイルはいい。2回ほど髪型を変えたことがある。一度目は17巻の普通の4コマの中で、二度目はお見合い話の際。ピアノが上手いが大の音痴。常にメガネを着用していて、外すことはめったになく、8巻で1回、13巻で1回、24巻で2回外したくらい。男運が無く、ハゲ丸には「オールドブス」という張り紙を貼られてからかわれている。また、お見合いに望んでメイクをしてもらった際、かあちゃんが口紅代を浮かせるため、先生にキスをする、という形でファーストキスをハゲ丸のかあちゃんに奪われている。それでも連載終盤にはついに結婚したが、苗字は変わっていない。『つるピカハゲ丸2007』では、校長に出世している。
服装はツーピース・ブラウス・ネクタイ、靴はバンプス。私服姿は少なく、お見合いなど一部の場面に出てくる程度。
アニメではハゲ丸が遅刻してスライディングで教室に飛び込み「セーフ」というのに対しわざわざ審判の格好をして「アウト」というのが恒例になっている。また、何度かハゲ丸にセクハラをされたことがある。偶然スカートの中を見られたことも何度かあるが、ほとんどは説教中だったりハゲ丸のボケでコケている時だったりで、当人は気づかないことが多い。また、母親が登場していて、そのお見合い話があったりすることと、母親と2人で食事をしている描写がある。ハゲ丸をはじめとする教え子たちにかなり慕われていることを示す描写が何度もある。
アニメでは、原作より頭の形が丸く、可愛い感じのデザインになっている。アニメでのツーピースとバンプスは赤、ネクタイは緑色。
となり田（となりだ）じーさん / となり田じいさん
声 - 千葉繁
ハゲ田家の隣に住んでいるおじいさんで、初期は「となりのじいさん」と呼ばれていた。町内でハゲ丸やとおちゃんより髪の毛が少ない唯一の人物。近藤やくちびる一家同様、ハゲ田家のつるセコの被害者だが、ハゲ丸・つる丸を孫代わりと思っており、時折プレゼントをする。茶道の趣味がある。15年の時を経た「つるピカハゲ丸2007」でも健在。御歳90歳であるため、昔の年齢は75歳だったことが判明した。若い頃、柔道をやっていたらしい。ハゲ丸のばあちゃんに気があり、結婚を申し込もうと思ったことがあるが、そのセコさに呆れてやめたらしい。ハゲ丸のばあちゃん同様、普段は常に着物を着用しているが、ハゲ丸が生まれた時の話などでは洋服を着ていることも。下着はふんどし。ばあちゃん初登場の話では、見てすぐ「ハゲ田さんのばあさん」と言っていることから、前から知っていたらしい。
アニメでは、妻と死別したことになっている。また、原作ではハゲ丸誕生の頃は（時系列で10年ほど前なので）今よりは若い感じだったが、アニメでは今と全く変わらないじいさんに描かれている。
ブスねーちゃん / ブスねえちゃん
声 - 水原リン
ハゲ丸の知人。身長150cm、体重100kg、スリーサイズが全て100cmのズンドウ体型が特徴の女子高生であり、初期は「ブスな女子高生」と呼ばれていたほか、初期のみ「ブスねーちゃん」と呼ばれると不快感を示すこともあったが、以降はそう呼ばれても全く気にしていない。また、体重を気にしていて、ダイエットにも何度か挑戦しているが、毎回失敗している。
高校生であるにもかかわらず、採用試験に受かったと言って警察官になった話ではパトカーを運転していた。また、バイクに乗っていたこともあり、このとき「ハゲ丸に体重が30キロもオーバーしている」「スクーターがかわいそう」などと言われた。いつもメガネ（初期はひもメガネ）をかけており、メガネを取ると目の前の人が何をしているのか判別できなくなるほどの極度の近眼である。
ハゲ田家（彼女の場合は主にハゲ丸）のつるセコの被害者の1人。結構純朴な性格。ファーストフード店でアルバイトをしているシーンがある。『つるピカハゲ丸2007』では、航空会社の客室乗務員になっている。つる丸などに自宅内をよく覗かれる。
普段はおさげ頭だが、正月の晴れ着の時は髪型が変わったほか、正月以外でも髪型が変わることがあり、円形脱毛症になったことがある。コミックス25巻では、猫を飼っていることが判明。
アニメでは、よだれや鼻水を垂らしたりする下品なシーンがあり、原作以上にブサイクになっている。また、メガネにぐるぐる渦巻きが描かれ、原作のようにそれ（レンズ）を通して目が見えることはほとんどない。原作では本名が明かされていなかった一方、アニメでは本名で「ブス子」と呼ばれたが、それも初登場時に母親から呼ばれた1回のみ。両親に関しては、原作では1度も登場していない（アニメでは母親は数回登場している）。
近藤の父
声 - 田原アルノ
会社員。パイプタバコを愛用しているが、何度か禁煙していたこともある。息子曰く、ニコチン中毒らしい。英語が堪能。
コミックス7巻において、「昇進した」と言われているところがある。
近藤の母
声 - 大塚智子
専業主婦。ハゲ田家からのつるセコ攻撃にいつも頭を抱えている。
自分の息子の名前に「ちゃん」付けで呼ぶ（呼び捨てのことも）。けっこう気が短いらしい。
1度、息子の口癖「しっかし」を使ったことがある。
料理が得意でアップルパイも焼ける。
アニメでは、1度だけ、息子に対してギャグをやり、「1度やってみたかった」と発言した。
出産した際、ハゲ丸を出産したつる子と同室に入院していた。
くちびる一家（山田家 / 大塚家）
声 - 巻島直樹（長男）
家族全員タラコクチビル。苗字は原作では山田、アニメ版は大塚。ハゲ田家のつるセコの被害者である。長男はハゲ丸の同級生、次男（くちびる少年）はつる丸の同級生で、近藤同様よく自慢をするが、近藤家ほど金持ちではなさそうである。父親はほとんど出ないが、カミナリおやじで、サラリーマンから中華料理屋に転職したり、空手3段と語られたりと、自慢話などをする際、間接的に登場することがある。また、アルコール中毒らしい。なお、空手の話は「ハゲ丸ランド」における、読者が送った4コマネタの中なので、本当かどうかは不明。母親はほぼ毎回着物姿で登場する。長男は「山田」と呼ばれ、学級文庫の本を勝手に持ち帰ろうとして叱られるなど、近藤同様、素行が良いとはいえない部分がある。また、山田は花粉症。次男のくちびる少年は2回だけ髪型を変えたことがある。
くちびる少年はハゲ丸より年下だが、ハゲ丸のことを「くん」付けで呼ぶことがある。くちびる少年の自慢の対象はハゲ丸だったが、つる丸登場以降は、つる丸も対象になっている。ジョンという犬を飼っている。母親と次男はピアノを弾ける。また、次男はすごいへそまがり。
6巻で1度だけ、くちびる少年のさらに下に、弟らしき坊主の少年が登場した。
家の場所は不明だが、時にハゲ田家の隣になっていることがある。
アニメでは、次男の名前は「ヨシオ」になっている。長男はみちこに好意を持っており、ハゲ丸の起こした偶然を機に親しくなった。
桃田 梅造（ももた うめぞう）
声 - 松尾銀三
梅桃町の町長。「がまん大会」「つるセコ大会」など、しょうもない大会を主催する。一度だけ名前が「梅田桃造」になっていたことがある。アニメ版に「桃田梅造」の名では登場しないが、つるセコベスト10のエキストラや、怒れる神様役として度々登場したほか、長編（Cパート）では悪役（悪い王様や悪代官など）が多い。
宿題仮面
声 - 松尾銀三
アニメのみに出てくるオリジナルキャラクター。宿題星出身。学校で「宿題」の台詞が出てくるとどこからともなく登場し、炭鉱節の替え歌を歌い去ってゆく。桃田梅造に背格好が似ているが正体は不明。
「宿題」の台詞とは全く無関係に登場し、ハゲ丸の手助けをしたことがある。2度目の時はハゲ丸の悩みを聞いた後、修行のために故郷である宿題星に帰り、その話のオチで全身ゴールドにパワーアップ、「宿題仮面ゴールド」となって戻って来た。
おむかいのおばさん
ハゲ田家の向かいに住んでいる家の専業主婦。本名は不明。主に家電や調味料など、物の貸し借りでつるセコの餌食となっている。
大山
声 - 斉藤千恵子

### 作者・編集者
のむら しんぼ
声 - 松尾銀三
この作品の作者だが、漫画のいちキャラクターとして登場。アイデアがなかなか浮かばず締め切りによく悩まされる。全くジャンル違いである、『がんばれ!キッカーズ』の作者であるながいのりあきにアイデアを求めたものの、「俺はストーリー漫画家だ!」と怒られたこともある。上京したての18歳のときはスマートだったが近年めっきり太ってきている。ハゲ丸より貧乏らしい。ハゲ田家や都留聖子同様、つるセコの時は舌を出すことが多い。原作ではハゲ田一家が全く登場せず、のむらしんぼがメインの話もある。
アニメ版では、第34話の「つるセコベスト10」で、名前と「のむらしんぼですが」という声だけが出て来る。また、第3話・第10話・30話・SP2・第38話・第44話に、よく似た人物が1シーンだけ登場しているが、名前は出ず。第53話にもしんぼ顔のばかとのが登場、こちらは比較的出番が多かった。しかし、「のむらしんぼ」という名前は1度も出ていない。
唯一、アニメで明確に「のむらしんぼ」として登場したのは、第41話の「ご近所のつるセコ人間」のコーナーのネタのうちの1本のみ（ネタ自体は、相手キャラクターをハゲ丸から別人に変更しただけで、原作にあったネタなのだが）。
トライ本橋（トライもとはし）
のむらしんぼの初代担当者。締め切りを守らないしんぼに業を煮やし、電話で怒りの催促をするため、しんぼからは「鬼のモトハシ」と呼ばれる。時代劇編などでは常に悪役。ラグビーをやっているらしく、足が速い（ニックネームの「トライ」もラグビー用語からとったもの）。担当がぐーすかノムラに代わってからも、鬼や料理屋の店主などの端役（ほとんど悪役）で時々登場。
この漫画の担当後は、『小学四年生』編集部へ異動。当時そちらでも『ハゲ丸』が掲載されていたため、読者投稿コーナーにおいて、ハゲ丸をいじめた罪により誌上裁判が行われた。
アニメ版では、ごくまれに登場する程度でセリフは無く、モブキャラクターと変わらない扱い。
ぐーすか野村（ぐーすかのむら）
2代目担当者。「ぐーすか〜」のニックネームは読者から募集した中から決定したもので、名前の由来はどこでも眠れるから。オシャレで髪型にこだわる。主にクイズ（というより完全になぞなぞ）コーナーに登場。クイズにはハゲ丸とつる丸が回答者として登場、最初はノムラからの出題だったが、それはわずか2回で終わり、3回目からは読者からの投稿クイズを出題する方式に変更、以後はそのまま固定された。問題の投稿読者を最初は「くん」付けで呼んでいたが、途中から呼び捨てにするようになった。担当がミスターアライに代わってからは、トライ本橋同様、端役で時々登場。アニメ版は未登場。
ミスターアライ
3代目担当者。語尾に「〜でゴンス」が付くのが口癖。貧乏で、ゴキブリの天ぷらが好き。ぐーすかノムラからクイズコーナーも引き継ぎ、23巻43ページで終了するまで続いた。ただ、ぐーすかノムラと違い、問題を読む時投稿読者の名前を最初から呼び捨てにしていた。アニメ版は未登場。
ヌギヌギ山田（ヌギヌギやまだ）
4代目担当者。嬉しい時には服をどんどん脱ぎ出して全裸になり、逆に悲しい時にはどんどん服を着込んでゆく癖がある。本人も、悪い癖であることは認識しているらしい。他の歴代担当者と違いレギュラーコーナーを持たず、初登場が連載終盤ゆえに登場機会も少なかった。アニメ版は未登場。また彼は、『ハゲ丸』連載終了後の次回作『バーブー赤ちん』の担当も務めている。彼女がいるらしい。
ピカリン
主に単行本のおまけコーナーに登場する、のむらしんぼのアシスタント。4コマに登場したこともあり。後に「ひかわ博一」の名でデビューし、独立を果たした。
ヌマちん
同じくおまけコーナーに登場する、のむらしんぼのアシスタント。正式名称「飛沼影正」、ただし本名かペンネームかは不明。自分を上杉謙信の生まれ変わりと信じている。
のび太
同じくのむらしんぼのアシスタント。顔が『ドラえもん』の野比のび太に似ているため命名された。

## テレビアニメ
テレビ朝日系列局（ただし山口放送・テレビ大分など一部クロスネット局を除く）・大分放送（TBS系）など一部系列外局にて放送された。放送期間はテレビ朝日およびテレビ朝日との同時ネット局では、1988年3月3日 - 1989年9月6日、10月6日。
タイトルは原作と異なり『つるピカハゲ丸くん』となった。この変更は、放送当時のスポンサーから「タイトルがストレートすぎる」「名前を呼び捨て」などの理由から抵抗があったことから、「くん」を付けてタイトルをソフトにしたため。
1回当たり3話で構成された。Aパートは原作のネタを織り込みながら進むショートストーリー形式。Bパートは「つるセコベストテン」のタイトルで「となり田じーさん」と「ブスねーちゃん」の司会によるランキング番組風に小ネタを10本紹介するスタイルがとられた。ただし中期からは7位から4位までを省略、特別企画の小ネタが代わりに紹介されることが多くなった。番組後期はほぼ毎回のように4 - 6位はおろか7位・8位までも省略されるようになり、ランキングの途中にそれ以外の特別企画が複数本紹介されることが普通になっていた。また、1度だけではあるがランク外の発表があった。これは放送事故、エラーの設定で、「今週のバカタリアン」の一枚→3位2位→特別企画→ランク外の2作品→1位という流れだった。実際の放送事故ではないが、それ以前には準備中で仕切り直しのシーンがあった。Cパートは当初Aパートと同じショートストーリー形式で、その後第16話から第18話まで3連続して全キャラクターによるパロディを紹介したものの、再び通常形式に戻したが、第26話から再びパロディを紹介、以後はパロディをメインに時々通常形式を紹介した。そのパロディも、時代劇・おとぎ話（和洋かかわらず）などを中心に、時によってはSFなども紹介した。そしてCパート後には毎回、「この作品はギャグアニメーションであり、実在する人物、団体等とは一切関係ありません。」という断り書きが表示された。
木曜時代には1時間の拡大スペシャルが通算3回放送された。次の通り。
| 回 | タイトル                                        | 放送年月日     | 放送時間      | 備考        |
| -- | ----------------------------------------------- | -------------- | ------------- | ----------- |
| 1  | つるピカハゲ丸くん 元気だスペシャル             | 1988年10月6日  | 19:00 - 20:00 | [ 注釈 27 ] |
| 2  | 第2弾 本家つるセコ つるピカハゲ丸くんスペシャル | 1988年12月29日 | 19:00 - 20:00 | [ 注釈 28 ] |
| 3  | 爆笑!つるピカハゲ丸くんスペシャル               | 1989年3月30日  | 19:00 - 19:57 | [ 注釈 29 ] |

初回は「つるセコベストテン」を拡大し「つるセコベスト20」とし、2・3回目は通常の「つるセコベストテン」は別に「ハゲ丸クラブ」というタイトルで特別企画の小ネタを中心に紹介した。
テレビ朝日で放送された他の数多くのアニメと同様に、エンディング映像の後に次回予告の枠があった。しかし、本作は次回のサブタイトルを一切出さず、まず「愛か!?友情か!?」「走れハゲ丸!」「笑えハゲ丸!」のテロップが出され、その後はハゲ丸の週替わりナレーション→「てな訳で、次回も『つるピカハゲ丸くん』」、そして締めは「つるセコパワーでチャンネルは決まったぜ!」（→「つるセコ一筋儲けたぜ!」→「見れば君もつるセコ名人!」→「笑って笑ってつるセコ名人!」）、最後は「次回堂々放映!」というテロップを出していた。
1989年3月までは木曜日18時50分からの放送だったが、1989年4月の番組改編により『ハーイあっこです』（朝日放送制作）との枠交換で水曜日19時へ枠移動。枠交換前の木曜日18時50分枠・交換後の水曜日19時枠ともにローカルセールス扱いとなっていたため、他系列番組（主にテレビ東京系）・ANN系列局の遅れネット番組・再放送番組・自社制作番組などに充てていた地域もあり、これらの地域では遅れネットでの放送となっていた。
第59話は本放送時には無く、再放送（後述）第一回目に初放送された。なお、第57話の予告は次回が最終回ということを意識したものになっている一方、その次の回の予告は最終回を意識した内容になっていない。

### 特別企画
先述の通り、Bパート「つるセコベストテン」は中期から中盤に様々な小ネタを挿入するようになった。その小ネタは初期は視聴者からのネタ提供だったが、中期からはパロディをメインにするように代わった。
ご近所のつるセコ人間
視聴者から寄せられた、身の回りにいるセコい人を紹介。ハゲ丸たちが登場は末期のみ。
今週のエンガッチョくん
視聴者からの恥ずかしい行動をした人（主にクラスメイト）を紹介。紹介の後はハゲ丸・近藤・クルミ・大塚らクラスメイトが「♪エーンガッチョ、エンガッチョ、せーんせいに言ってやろ」とはやしたてる。
今週のバカタリアン
投稿者の不満を紹介。紹介すると、ハゲ丸たちクラスメイトが夕日に向かって（ハゲ丸）「わーっ! ○○の〜」（全員）「バカタリアーン!!」と絶叫する（古典的青春ドラマのパロディ）。
つるセコ音楽館
歌のコーナーで、当時直前に放送していた子供向け音楽番組『ピッカピカ音楽館』のパロディ。タイトル部分は、ロゴはオリジナルと同系列で、中央のキャラクターはオリジナルでは「プックンブー」というアヒルだったが、本作ではハゲ丸となる。オリジナル版では新しい歌、それも主に教養的な歌を放送していたが、本作では童謡を放送した。
映画のパロディ
著名な映画を予告編風にパロディ。主に洋画をパロディしたが、まれに邦画をパロディした時もある。また洋画の時は、冒頭、「メトロ・ゴールドウィン・メイヤーマーク」（レオ・ザ・ライオン）のパロディが放送された。
ハゲ丸イソップ
イソップ寓話のパロディ。2部構成で前半は元ネタ、後半はパロディになっている。なおハゲ丸たちは主に後半に登場していたが、まれに前半にも登場することがあった。

### キャスティング
当初ハゲ丸役はつかせのりこが演じていたが、つかせの急逝に伴い、第38話から杉山佳寿子に交代した。この時期から「つるセコ」ネタが減り、オーソドックスなギャグアニメとなっていった。
ハゲ丸の父の役には緒方賢一が、ハゲ丸の友人である近藤勝の役には金丸淳一が起用され、監督のやすみ哲夫は、ハゲ丸の父と近藤がギャグの応酬を繰り広げる場面については二人に任せることにしていた。金丸は、最初のころは緒方からツッコミの甘さなどを指摘されていたこともあり、「一時はスタジオに行くのをつらいと感じることもあったが、自らの考え方を変えることで楽しくなった」と、2016年のアニメイトタイムズとのインタビューの中で振り返っている。金丸は思い入れのある役として近藤を挙げており、この時の経験がのちに『セクシーコマンドー外伝 すごいよ!!マサルさん』のフーミン役を演じるのに役だったとインタビューの中で述べている。

### 再放送・ソフト化
本放送終了直後の1989年10月6日から1990年3月30日には、早くもテレビ朝日の金曜17:00で再放送（半年放送なので全話再放送はされず）、またテレ朝チャンネルの「シンエイアニメシアター」内で再放送されたほか、1991年には千葉テレビでも放送されたことがある。
動画配信はGYAO!などで実施されている。また、NTTドコモのドコモスマートフォン向けサイトdマーケットのビデオストアでは、サブタイトル9以外が配信されている。サイバーエージェントとテレビ朝日が運営しているインターネットテレビ局「AbemaTV」の家族アニメチャンネルにて2016年4月11日の本放送開始と同時に再放送を開始したが、オープニングとエンディングおよび次回予告は省略され、本編から放送している。
映像ソフトは、2020年1月29日よりベストフィールドから初のDVDが発売された。ただしオープニングは本放送時のものではなく、テレ朝チャンネルでの再放送時に使用されたものに統一している。エンディングも大半は本放送時のものを使用しているが、第24話と第44話のみテレ朝チャンネルでの再放送時に使用されたものになっている。また一部の回では次回予告が無く、SP3のアバンパートは映像のみの収録となっている。

### スタッフ
- 原作：のむらしんぼ
- 監修：笹川ひろし
- 美術監督：宮野隆
- 撮影監督：斎藤秋男
- 録音監督：大熊昭
- 音楽：クニ河内
- プロデューサー：木村純一（テレビ朝日）、増子相二郎（シンエイ動画）
- 監督：やすみ哲夫
- シリーズ構成：桜井正明
- キャラクターデザイン：藤田宗克
- 作画：川島彰、なかじまちゅうじ、三浦清継、原勝徳、西島克彦、原憲一、近藤高光、菅沼栄治、奥村吉昭、音地正行、大森貴弘、渡辺伸弘、竹内敦志、木下ゆうき、小村敏明、加野晃、村田耕一、西田正義、藤田宗克、山崎勝彦、大西克美、中沢一登、長森佳容、我妻宏、小林勝利、進藤満尾、宇田川一彦、嶋津郁雄、宇都木勇、笠原彰、樋口善法、鈴木孝夫、水村十司、古川達也、昆進之介、武内啓、大森英敏、増田敏彦、野田康行、青野厚司、二宮常雄、藤田正幸、楠田悟、土屋幹夫、原完治、松崎一、吉田浩、吉田肇、田中保、橋本勝己、木場田実、大嶋聡、福山映二、楠知津子、森田幹夫他
- 動画：斉藤徳明、中満貴裕、清水博幸、吉田有広、松久保浩樹　氏原みき、市川真治、小柳幸男、岡辰也、梶浦紳一郎、実原登、津熊建徳、谷口繁則他
- 色指定：深田早苗、小菅勉、三笠修、佐藤光将、岡野国治、戸張園子、千葉智子、松谷早苗、大田和由理、照屋美和子、高石峯子、山口保子
- 背景：スタジオユニ
- 撮影：旭プロダクション
- 効果：新井秀徳（フィズサウンドクリエイション）
- 整音：柴田信弘
- 録音制作：オーディオ・プランニング・ユー
- 録音スタジオ：APUスタジオ
- 編集：岡安肇、小島俊彦、中葉由美子、村井秀明、川崎晃洋
- タイトル：道川昭
- 現像：東京現像所
- 制作デスク：茂木清、児玉ともじ、米澤正幸、大地丙太郎
- 制作進行：渡邊哲哉、森重尚、井上謙二、小林健二、倉岡裕之、神村篤、安東義之、増井雄英、室賀大輔、鈴木吉男、柏原健二、小海雄司
- 文芸：小松崎康弘
- 制作：テレビ朝日、シンエイ動画

### 主題歌
- オープニング：『つるピカハゲ丸倶楽部』
- エンディング：『オイラ ハゲ丸』
  - 作詞 - 庄司明弘（OP）・のむらしんぼ（ED） / 作曲 - クニ河内 / 編曲 - 京田誠一 / 歌 - つかせのりこ / レーベル - 日本コロムビア
  - ハゲ丸役がつかせのりこから杉山佳寿子に変更後も、歌や歌手は変更されなかった。

### 各話リスト
| 回  | サブタイトル                     | 脚本                                | 絵コンテ                         | 演出                                      | 作画監督        | 放映日         |
| --- | -------------------------------- | ----------------------------------- | -------------------------------- | ----------------------------------------- | --------------- | -------------- |
| 1   | ハゲ丸誕生                       | 桜井正明                            | 笹川ひろし やすみ哲夫            | 須永司 佐々木裕之                         | 川島彰          | 1988年 3月3日  |
| 1   | つるセコベストテン               | 桜井正明                            | 笹川ひろし やすみ哲夫            | 須永司 佐々木裕之                         | 川島彰          | 1988年 3月3日  |
| 1   | 決めろ!つるセコ                  | 桜井正明                            | 笹川ひろし やすみ哲夫            | 須永司 佐々木裕之                         | 川島彰          | 1988年 3月3日  |
| 2   | オゥ!つるセコ母ちゃん            | 桜井正明                            | ヒロ永樹 米谷良知                | 米谷良知                                  | 菅沼栄治        | 3月10日        |
| 2   | つるセコベストテン               | 桜井正明                            | ヒロ永樹 米谷良知                | 米谷良知                                  | 菅沼栄治        | 3月10日        |
| 2   | つるセコ学園は爆発だ!            | 桜井正明                            | ヒロ永樹 米谷良知                | 米谷良知                                  | 菅沼栄治        | 3月10日        |
| 3   | つるセコ新学期                   | 桜井正明                            | 木暮輝夫 須永司 佐々木裕之       | 木暮輝夫 須永司 佐々木裕之                | 三浦清継        | 3月17日        |
| 3   | つるセコベストテン               | 桜井正明                            | 木暮輝夫 須永司 佐々木裕之       | 木暮輝夫 須永司 佐々木裕之                | 三浦清継        | 3月17日        |
| 3   | つるセコ選手権大会               | 桜井正明                            | 木暮輝夫 須永司 佐々木裕之       | 木暮輝夫 須永司 佐々木裕之                | 三浦清継        | 3月17日        |
| 4   | つるセコアルバイト大作戦         | 桜井正明                            | 米谷良知 佐々木皓一              | 米谷良知                                  | 菅沼栄治        | 3月24日        |
| 4   | つるセコベストテン               | 桜井正明                            | 米谷良知 佐々木皓一              | 米谷良知                                  | 菅沼栄治        | 3月24日        |
| 4   | 肝っ玉つるセコ母ちゃん!          | 桜井正明                            | 米谷良知 佐々木皓一              | 米谷良知                                  | 菅沼栄治        | 3月24日        |
| 5   | 春だ花見だつるセコだぞ〜い!      | 桜井正明                            | 西村純二 木暮輝夫 佐々木裕之     | 佐々木裕之 木暮輝夫                       | 菅沼栄治        | 3月31日        |
| 5   | つるセコベストテン               | 桜井正明                            | 西村純二 木暮輝夫 佐々木裕之     | 佐々木裕之 木暮輝夫                       | 菅沼栄治        | 3月31日        |
| 5   | つるセコ野球の爆発だ!            | 桜井正明                            | 西村純二 木暮輝夫 佐々木裕之     | 佐々木裕之 木暮輝夫                       | 菅沼栄治        | 3月31日        |
| 6   | デパートでルンルン               | 桜井正明                            | 佐々木晧一 米谷良知 ヒロ永樹     | 米谷良知                                  | 菅沼栄治        | 4月21日        |
| 6   | つるセコベストテン               | 桜井正明                            | 佐々木晧一 米谷良知 ヒロ永樹     | 米谷良知                                  | 菅沼栄治        | 4月21日        |
| 6   | 梅桃小学校4年4組                 | 桜井正明                            | 佐々木晧一 米谷良知 ヒロ永樹     | 米谷良知                                  | 菅沼栄治        | 4月21日        |
| 7   | 恋はリズムにのって               | 桜井正明                            | 増田光昭                         | 福本潔                                    | 山崎勝彦        | 4月28日        |
| 7   | つるセコベストテン               | 桜井正明                            | 増田光昭                         | 福本潔                                    | 山崎勝彦        | 4月28日        |
| 7   | 春だ!釣りだ!大漁だぞーい!!       | 桜井正明                            | 増田光昭                         | 福本潔                                    | 山崎勝彦        | 4月28日        |
| 8   | つるセコワンダーランド           | 桜井正明                            | 白石邦俊                         | しのゆきひろ                              | 門脇孝一        | 5月5日         |
| 8   | つるセコベストテン               | 桜井正明                            | 白石邦俊                         | しのゆきひろ                              | 門脇孝一        | 5月5日         |
| 8   | 走れヘンテコ電車!                | 桜井正明                            | 白石邦俊                         | しのゆきひろ                              | 門脇孝一        | 5月5日         |
| 9   | つるセコ鯉のぼり                 | 桜井正明                            | 佐々木皓一 米谷良知 ヒロ永樹     | 米谷良知                                  | 三浦清継        | 5月12日        |
| 9   | つるセコベストテン               | 桜井正明                            | 佐々木皓一 米谷良知 ヒロ永樹     | 米谷良知                                  | 三浦清継        | 5月12日        |
| 9   | おふろでワッショイ               | 桜井正明                            | 佐々木皓一 米谷良知 ヒロ永樹     | 米谷良知                                  | 三浦清継        | 5月12日        |
| 10  | ごそんじ時代劇                   | 桜井正明                            | やすみ哲夫 木暮輝夫 佐々木裕之   | 佐々木裕之 木暮輝夫                       | 三浦清継        | 5月19日        |
| 10  | つるセコベストテン               | 桜井正明                            | やすみ哲夫 木暮輝夫 佐々木裕之   | 佐々木裕之 木暮輝夫                       | 三浦清継        | 5月19日        |
| 10  | つるセコスポーツ大将             | 桜井正明                            | やすみ哲夫 木暮輝夫 佐々木裕之   | 佐々木裕之 木暮輝夫                       | 三浦清継        | 5月19日        |
| 11  | かなしみのペスエレジー           | 桜井正明                            | 須永司 森一浩 木暮輝夫           | 須永司 佐々木裕之 木暮輝夫                | 川島彰          | 6月2日         |
| 11  | つるセコベストテン               | 桜井正明                            | 須永司 森一浩 木暮輝夫           | 須永司 佐々木裕之 木暮輝夫                | 川島彰          | 6月2日         |
| 11  | オー!サイクリング                | 桜井正明                            | 須永司 森一浩 木暮輝夫           | 須永司 佐々木裕之 木暮輝夫                | 川島彰          | 6月2日         |
| 12  | とんでけハゲ丸!!                 | 桜井正明                            | ヒロ永樹 佐々木皓一              | 米谷良知                                  | 菅沼栄治        | 6月9日         |
| 12  | つるセコベストテン               | 桜井正明                            | ヒロ永樹 佐々木皓一              | 米谷良知                                  | 菅沼栄治        | 6月9日         |
| 12  | それゆけ大運動会                 | 桜井正明                            | ヒロ永樹 佐々木皓一              | 米谷良知                                  | 菅沼栄治        | 6月9日         |
| 13  | 元祖つるセコ学園                 | 桜井正明                            | 佐々木裕之 森一浩                | 佐々木裕之 須永司                         | 川島彰          | 6月23日        |
| 13  | つるセコベストテン               | 桜井正明                            | 佐々木裕之 森一浩                | 佐々木裕之 須永司                         | 川島彰          | 6月23日        |
| 13  | キャンキャンキャンプだぞーい     | 桜井正明                            | 佐々木裕之 森一浩                | 佐々木裕之 須永司                         | 川島彰          | 6月23日        |
| 14  | お元気ハゲ丸くん                 | 桜井正明                            | ヒロ永樹                         | 米谷良知                                  | 花井かおる      | 6月30日        |
| 14  | つるセコベストテン               | 桜井正明                            | ヒロ永樹                         | 米谷良知                                  | 花井かおる      | 6月30日        |
| 14  | 潮ひがりでワッセッセ             | 桜井正明                            | ヒロ永樹                         | 米谷良知                                  | 花井かおる      | 6月30日        |
| 15  | お元気一番身体検査               | 桜井正明                            | 木暮輝夫 佐々木裕之              | 木暮輝夫 佐々木裕之                       | 川島彰          | 7月7日         |
| 15  | つるセコベストテン               | 桜井正明                            | 木暮輝夫 佐々木裕之              | 木暮輝夫 佐々木裕之                       | 川島彰          | 7月7日         |
| 15  | つるセコ動物園                   | 桜井正明                            | 木暮輝夫 佐々木裕之              | 木暮輝夫 佐々木裕之                       | 川島彰          | 7月7日         |
| 16  | セコセコぴっちゃんセコぴっちゃん | 桜井正明                            | ヒロ永樹                         | 米谷良知                                  | 菅沼栄治        | 7月14日        |
| 16  | つるセコベストテン               | 桜井正明                            | ヒロ永樹                         | 米谷良知                                  | 菅沼栄治        | 7月14日        |
| 16  | セコセコ昔ばなし                 | 桜井正明                            | ヒロ永樹                         | 米谷良知                                  | 菅沼栄治        | 7月14日        |
| 17  | ハゲ丸の防災訓練                 | 桜井正明                            | 須永司 木暮輝夫                  | 須永司 木暮輝夫 佐々木裕之                | 三浦清継        | 7月21日        |
| 17  | つるセコベストテン               | 桜井正明                            | 須永司 木暮輝夫                  | 須永司 木暮輝夫 佐々木裕之                | 三浦清継        | 7月21日        |
| 17  | ハゲ丸の原始時代                 | 桜井正明                            | 須永司 木暮輝夫                  | 須永司 木暮輝夫 佐々木裕之                | 三浦清継        | 7月21日        |
| 18  | 忠犬ペス物語                     | 桜井正明                            | しのゆきひろ                     | しのゆきひろ                              | 小林明美        | 7月28日        |
| 18  | つるセコベストテン               | 桜井正明                            | しのゆきひろ                     | しのゆきひろ                              | 小林明美        | 7月28日        |
| 18  | つるセコ西部劇                   | 桜井正明                            | しのゆきひろ                     | しのゆきひろ                              | 小林明美        | 7月28日        |
| 19  | ナイターでワッショイ             | 桜井正明                            | 木暮輝夫 佐々木裕之              | 木暮輝夫 佐々木裕之                       | 川島彰          | 8月4日         |
| 19  | つるセコベストテン               | 桜井正明                            | 木暮輝夫 佐々木裕之              | 木暮輝夫 佐々木裕之                       | 川島彰          | 8月4日         |
| 19  | ハゲ丸貯金箱                     | 桜井正明                            | 木暮輝夫 佐々木裕之              | 木暮輝夫 佐々木裕之                       | 川島彰          | 8月4日         |
| 20  | 夏だプールだつるセコだ!          | 桜井正明                            | ヒロ永樹                         | 米谷良知                                  | 菅沼栄治        | 8月11日        |
| 20  | つるセコベストテン               | 桜井正明                            | ヒロ永樹                         | 米谷良知                                  | 菅沼栄治        | 8月11日        |
| 20  | ピッカピカ占い師                 | 桜井正明                            | ヒロ永樹                         | 米谷良知                                  | 菅沼栄治        | 8月11日        |
| 21  | 猛暑に負けるな!                  | 桜井正明                            | 木暮輝夫 佐々木裕之              | 木暮輝夫 佐々木裕之                       | 川島彰          | 8月25日        |
| 21  | つるセコベストテン               | 桜井正明                            | 木暮輝夫 佐々木裕之              | 木暮輝夫 佐々木裕之                       | 川島彰          | 8月25日        |
| 21  | つるセコ海水浴                   | 桜井正明                            | 木暮輝夫 佐々木裕之              | 木暮輝夫 佐々木裕之                       | 川島彰          | 8月25日        |
| 22  | 宿題大作戦                       | 桜井正明                            | ヒロ永樹 米谷良知                | 米谷良知                                  | 武内啓          | 9月8日         |
| 22  | つるセコベストテン               | 桜井正明                            | ヒロ永樹 米谷良知                | 米谷良知                                  | 武内啓          | 9月8日         |
| 22  | 桜先生の家庭訪問                 | 桜井正明                            | ヒロ永樹 米谷良知                | 米谷良知                                  | 武内啓          | 9月8日         |
| 23  | 青春つるセコ学園                 | 桜井正明                            | 佐々木裕之                       | 佐々木裕之                                | 三浦清継        | 9月15日        |
| 23  | つるセコベストテン               | 桜井正明                            | 佐々木裕之                       | 佐々木裕之                                | 三浦清継        | 9月15日        |
| 23  | 日本こわ〜いばなし               | 桜井正明                            | 佐々木裕之                       | 佐々木裕之                                | 三浦清継        | 9月15日        |
| 24  | つるセコ放送局                   | 桜井正明                            | ヒロ永樹 米谷良知                | 米谷良知                                  | 武内啓          | 9月22日        |
| 24  | つるセコベストテン               | 桜井正明                            | ヒロ永樹 米谷良知                | 米谷良知                                  | 武内啓          | 9月22日        |
| 24  | 祭りだ!ワッショイ!               | 桜井正明                            | ヒロ永樹 米谷良知                | 米谷良知                                  | 武内啓          | 9月22日        |
| SP1 | 恋はちいぱっぱ                   | 桜井正明                            | 佐々木裕之 やすみ哲夫            | 佐々木裕之 やすみ哲夫                     | 三浦清継        | 10月6日        |
| SP1 | つるセコベスト20                 | 桜井正明                            | 佐々木裕之 やすみ哲夫            | 佐々木裕之 やすみ哲夫                     | 三浦清継        | 10月6日        |
| SP1 | ピテカントロプスハゲ丸くん       | 桜井正明                            | 佐々木裕之 やすみ哲夫            | 佐々木裕之 やすみ哲夫                     | 三浦清継        | 10月6日        |
| SP1 | 爆笑つるセコアルバム             | 桜井正明                            | 佐々木裕之 やすみ哲夫            | 佐々木裕之 やすみ哲夫                     | 三浦清継        | 10月6日        |
| 25  | お元気健康一番                   | 桜井正明                            | 木暮輝夫 佐々木裕之              | 木暮輝夫 佐々木裕之                       | 川島彰          | 10月13日       |
| 25  | つるセコベストテン               | 桜井正明                            | 木暮輝夫 佐々木裕之              | 木暮輝夫 佐々木裕之                       | 川島彰          | 10月13日       |
| 25  | はばたけ大空に!                  | 桜井正明                            | 木暮輝夫 佐々木裕之              | 木暮輝夫 佐々木裕之                       | 川島彰          | 10月13日       |
| 26  | カメカメカメラマン               | 桜井正明                            | 米谷良知                         | 米谷良知                                  | 武内啓          | 10月20日       |
| 26  | つるセコベストテン               | 桜井正明                            | 米谷良知                         | 米谷良知                                  | 武内啓          | 10月20日       |
| 26  | つるセコ時代劇                   | 桜井正明                            | 米谷良知                         | 米谷良知                                  | 武内啓          | 10月20日       |
| 27  | ハゲ丸の兄弟や〜い!              | 田中浩司                            | しのゆきひろ 木暮輝夫 佐々木裕之 | しのゆきひろ 木暮輝夫 佐々木裕之          | 川島彰          | 10月27日       |
| 27  | つるセコベストテン               | 田中浩司                            | しのゆきひろ 木暮輝夫 佐々木裕之 | しのゆきひろ 木暮輝夫 佐々木裕之          | 川島彰          | 10月27日       |
| 27  | ハゲ丸の宇宙時代                 | 田中浩司                            | しのゆきひろ 木暮輝夫 佐々木裕之 | しのゆきひろ 木暮輝夫 佐々木裕之          | 川島彰          | 10月27日       |
| 28  | つるセコジンクス                 | 桜井正明                            | 米谷良知                         | 米谷良知                                  | 武内啓          | 11月17日       |
| 28  | つるセコベストテン               | 桜井正明                            | 米谷良知                         | 米谷良知                                  | 武内啓          | 11月17日       |
| 28  | ジャングルの王者ハゲ丸           | 桜井正明                            | 米谷良知                         | 米谷良知                                  | 武内啓          | 11月17日       |
| 29  | オー!ハゲ丸かあちゃん            | 桜井正明 田中浩司                   | 木暮輝夫 しのゆきひろ            | 木暮輝夫 しのゆきひろ 佐々木裕之          | 三浦清継        | 11月24日       |
| 29  | つるセコベストテン               | 桜井正明 田中浩司                   | 木暮輝夫 しのゆきひろ            | 木暮輝夫 しのゆきひろ 佐々木裕之          | 三浦清継        | 11月24日       |
| 29  | ハゲ丸ミュージカル               | 桜井正明 田中浩司                   | 木暮輝夫 しのゆきひろ            | 木暮輝夫 しのゆきひろ 佐々木裕之          | 三浦清継        | 11月24日       |
| 30  | さよなら桜先生                   | 桜井正明                            | 神谷純 米谷良知                  | 米谷良知                                  | 武内啓          | 12月1日        |
| 30  | つるセコベストテン               | 桜井正明                            | 神谷純 米谷良知                  | 米谷良知                                  | 武内啓          | 12月1日        |
| 30  | オー!シンデレラ                  | 桜井正明                            | 神谷純 米谷良知                  | 米谷良知                                  | 武内啓          | 12月1日        |
| 31  | 元祖つるセコ塾                   | 桜井正明 田中浩司                   | 佐々木裕之 しのゆきひろ          | 佐々木裕之 しのゆきひろ                   | 川島彰          | 12月8日        |
| 31  | つるセコベストテン               | 桜井正明 田中浩司                   | 佐々木裕之 しのゆきひろ          | 佐々木裕之 しのゆきひろ                   | 川島彰          | 12月8日        |
| 31  | つるセコばあちゃん               | 桜井正明 田中浩司                   | 佐々木裕之 しのゆきひろ          | 佐々木裕之 しのゆきひろ                   | 川島彰          | 12月8日        |
| 32  | みがけ!ピッカピカ超能力          | 桜井正明                            | 神谷純 米谷良知                  | 神谷純 米谷良知                           | 武内啓          | 12月15日       |
| 32  | つるセコベストテン               | 桜井正明                            | 神谷純 米谷良知                  | 神谷純 米谷良知                           | 武内啓          | 12月15日       |
| 32  | ハゲ丸と豆の木                   | 桜井正明                            | 神谷純 米谷良知                  | 神谷純 米谷良知                           | 武内啓          | 12月15日       |
| 33  | 学級委員だぞ〜い                 | 田中浩司 小松崎康弘                 | しのゆきひろ 木暮輝夫 佐々木裕之 | しのゆきひろ 木暮輝夫 佐々木裕之          | 川島彰          | 12月22日       |
| 33  | つるセコベストテン               | 田中浩司 小松崎康弘                 | しのゆきひろ 木暮輝夫 佐々木裕之 | しのゆきひろ 木暮輝夫 佐々木裕之          | 川島彰          | 12月22日       |
| 33  | ハゲ丸子守唄                     | 田中浩司 小松崎康弘                 | しのゆきひろ 木暮輝夫 佐々木裕之 | しのゆきひろ 木暮輝夫 佐々木裕之          | 川島彰          | 12月22日       |
| SP2 | コンニャロいじめっこ             | 桜井正明 田中浩司                   | やすみ哲夫 鳥羽厚                | 木暮輝夫 しのゆきひろ 佐々木裕之 米谷良知 | 三浦清継 武内啓 | 12月29日       |
| SP2 | つるセコベストテン               | 桜井正明 田中浩司                   | やすみ哲夫 鳥羽厚                | 木暮輝夫 しのゆきひろ 佐々木裕之 米谷良知 | 三浦清継 武内啓 | 12月29日       |
| SP2 | 恐怖の梅桃屋敷                   | 桜井正明 田中浩司                   | やすみ哲夫 鳥羽厚                | 木暮輝夫 しのゆきひろ 佐々木裕之 米谷良知 | 三浦清継 武内啓 | 12月29日       |
| SP2 | 忍者ハゲ丸くん                   | 桜井正明 田中浩司                   | やすみ哲夫 鳥羽厚                | 木暮輝夫 しのゆきひろ 佐々木裕之 米谷良知 | 三浦清継 武内啓 | 12月29日       |
| SP2 | 虫歯でワッセッセ                 | 桜井正明 田中浩司                   | やすみ哲夫 鳥羽厚                | 木暮輝夫 しのゆきひろ 佐々木裕之 米谷良知 | 三浦清継 武内啓 | 12月29日       |
| SP2 | つるピカハゲ丸クラブ             | 桜井正明 田中浩司                   | やすみ哲夫 鳥羽厚                | 木暮輝夫 しのゆきひろ 佐々木裕之 米谷良知 | 三浦清継 武内啓 | 12月29日       |
| SP2 | ハゲ丸昔ばなし                   | 桜井正明 田中浩司                   | やすみ哲夫 鳥羽厚                | 木暮輝夫 しのゆきひろ 佐々木裕之 米谷良知 | 三浦清継 武内啓 | 12月29日       |
| 34  | 寒さをぶっとばせ!                | 桜井正明                            | 神谷純                           | 神谷純                                    | 武内啓          | 1989年 1月12日 |
| 34  | つるセコベストテン               | 桜井正明                            | 神谷純                           | 神谷純                                    | 武内啓          | 1989年 1月12日 |
| 34  | やってきた神さま                 | 桜井正明                            | 神谷純                           | 神谷純                                    | 武内啓          | 1989年 1月12日 |
| 35  | 危険がいっぱい                   | 桜井正明 田中浩司                   | しのゆきひろ 木暮輝夫 佐々木裕之 | しのゆきひろ 木暮輝夫 佐々木裕之          | 三浦清継        | 1月19日        |
| 35  | つるセコベストテン               | 桜井正明 田中浩司                   | しのゆきひろ 木暮輝夫 佐々木裕之 | しのゆきひろ 木暮輝夫 佐々木裕之          | 三浦清継        | 1月19日        |
| 35  | ハゲ丸の三つのお願い             | 桜井正明 田中浩司                   | しのゆきひろ 木暮輝夫 佐々木裕之 | しのゆきひろ 木暮輝夫 佐々木裕之          | 三浦清継        | 1月19日        |
| 36  | あいうえお絵かき                 | 桜井正明                            | 米谷良知 神谷純                  | 米谷良知                                  | 武内啓          | 1月26日        |
| 36  | つるセコベストテン               | 桜井正明                            | 米谷良知 神谷純                  | 米谷良知                                  | 武内啓          | 1月26日        |
| 36  | お見合いセレナーデ               | 桜井正明                            | 米谷良知 神谷純                  | 米谷良知                                  | 武内啓          | 1月26日        |
| 37  | 宿題がワンサカ                   | 桜井正明                            | しのゆきひろ 木暮輝夫 佐々木裕之 | しのゆきひろ 木暮輝夫 佐々木裕之          | 川島彰          | 2月2日         |
| 37  | つるセコベストテン               | 桜井正明                            | しのゆきひろ 木暮輝夫 佐々木裕之 | しのゆきひろ 木暮輝夫 佐々木裕之          | 川島彰          | 2月2日         |
| 37  | 家出だチーパッパ!                | 桜井正明                            | しのゆきひろ 木暮輝夫 佐々木裕之 | しのゆきひろ 木暮輝夫 佐々木裕之          | 川島彰          | 2月2日         |
| 38  | 家庭教師さんいらっしゃい         | 小松崎康弘                          | 米谷良知 神谷純                  | 米谷良知                                  | 武内啓          | 2月9日         |
| 38  | つるセコベストテン               | 小松崎康弘                          | 米谷良知 神谷純                  | 米谷良知                                  | 武内啓          | 2月9日         |
| 38  | 必殺おしおき人                   | 小松崎康弘                          | 米谷良知 神谷純                  | 米谷良知                                  | 武内啓          | 2月9日         |
| 39  | 2001年梅桃の旅                   | 桜井正明 田中浩司                   | しのゆきひろ 木暮輝夫 佐々木裕之 | しのゆきひろ 木暮輝夫 佐々木裕之          | 三浦清継        | 2月16日        |
| 39  | つるセコベストテン               | 桜井正明 田中浩司                   | しのゆきひろ 木暮輝夫 佐々木裕之 | しのゆきひろ 木暮輝夫 佐々木裕之          | 三浦清継        | 2月16日        |
| 39  | ピカピカ!アラビアンナイト        | 桜井正明 田中浩司                   | しのゆきひろ 木暮輝夫 佐々木裕之 | しのゆきひろ 木暮輝夫 佐々木裕之          | 三浦清継        | 2月16日        |
| 40  | 内緒の話はあのねのね!            | 田中浩司 早川正                     | 米谷良知                         | 米谷良知                                  | 武内啓          | 2月23日        |
| 40  | つるセコベストテン               | 田中浩司 早川正                     | 米谷良知                         | 米谷良知                                  | 武内啓          | 2月23日        |
| 40  | つるセコ宇宙大脱出!!             | 田中浩司 早川正                     | 米谷良知                         | 米谷良知                                  | 武内啓          | 2月23日        |
| 41  | つうしんぼや〜い!!               | 早川正 海老沼三郎                   | しのゆきひろ 木暮輝夫 佐々木裕之 | しのゆきひろ 木暮輝夫 佐々木裕之          | 三浦清継        | 3月2日         |
| 41  | つるセコベストテン               | 早川正 海老沼三郎                   | しのゆきひろ 木暮輝夫 佐々木裕之 | しのゆきひろ 木暮輝夫 佐々木裕之          | 三浦清継        | 3月2日         |
| 41  | なぞなぞ遺跡                     | 早川正 海老沼三郎                   | しのゆきひろ 木暮輝夫 佐々木裕之 | しのゆきひろ 木暮輝夫 佐々木裕之          | 三浦清継        | 3月2日         |
| 42  | ハゲ丸探偵団                     | 田中浩司 早川正                     | 米谷良知 神谷純                  | 米谷良知                                  | 武内啓          | 3月9日         |
| 42  | つるセコベストテン               | 田中浩司 早川正                     | 米谷良知 神谷純                  | 米谷良知                                  | 武内啓          | 3月9日         |
| 42  | ハゲ丸の箱舟大作戦!!             | 田中浩司 早川正                     | 米谷良知 神谷純                  | 米谷良知                                  | 武内啓          | 3月9日         |
| 43  | 無人島でワッショイ!              | 海老沼三郎 桜井正明                 | 木暮輝夫 佐々木裕之              | 木暮輝夫 佐々木裕之                       | 川島彰          | 3月16日        |
| 43  | つるセコベストテン               | 海老沼三郎 桜井正明                 | 木暮輝夫 佐々木裕之              | 木暮輝夫 佐々木裕之                       | 川島彰          | 3月16日        |
| 43  | ピカピカ白雪姫                   | 海老沼三郎 桜井正明                 | 木暮輝夫 佐々木裕之              | 木暮輝夫 佐々木裕之                       | 川島彰          | 3月16日        |
| 44  | ペス公物語                       | 早川正 海老沼三郎                   | 竹内大三 米谷良知                | 米谷良知                                  | 武内啓          | 3月23日        |
| 44  | つるセコベストテン               | 早川正 海老沼三郎                   | 竹内大三 米谷良知                | 米谷良知                                  | 武内啓          | 3月23日        |
| 44  | 大江戸人情長屋                   | 早川正 海老沼三郎                   | 竹内大三 米谷良知                | 米谷良知                                  | 武内啓          | 3月23日        |
| SP3 | さらば近藤                       | 田中浩司 早川正 桜井正明 杉原めぐみ | 神谷純 竹内大三                  | しのゆきひろ 佐々木裕之 木暮輝夫 米谷良知 | 川島彰 武内啓   | 3月30日        |
| SP3 | つるセコベストテン               | 田中浩司 早川正 桜井正明 杉原めぐみ | 神谷純 竹内大三                  | しのゆきひろ 佐々木裕之 木暮輝夫 米谷良知 | 川島彰 武内啓   | 3月30日        |
| SP3 | 大奮戦!オロチ退治                | 田中浩司 早川正 桜井正明 杉原めぐみ | 神谷純 竹内大三                  | しのゆきひろ 佐々木裕之 木暮輝夫 米谷良知 | 川島彰 武内啓   | 3月30日        |
| SP3 | ミス梅桃!?                       | 田中浩司 早川正 桜井正明 杉原めぐみ | 神谷純 竹内大三                  | しのゆきひろ 佐々木裕之 木暮輝夫 米谷良知 | 川島彰 武内啓   | 3月30日        |
| SP3 | つるピカハゲ丸クラブ             | 田中浩司 早川正 桜井正明 杉原めぐみ | 神谷純 竹内大三                  | しのゆきひろ 佐々木裕之 木暮輝夫 米谷良知 | 川島彰 武内啓   | 3月30日        |
| SP3 | 愛のキューピット                 | 田中浩司 早川正 桜井正明 杉原めぐみ | 神谷純 竹内大三                  | しのゆきひろ 佐々木裕之 木暮輝夫 米谷良知 | 川島彰 武内啓   | 3月30日        |
| 45  | ペラペラオペラペラ               | 田中浩司 早川正                     | 木暮輝夫 佐々木裕之              | 木暮輝夫 佐々木裕之                       | 三浦清継        | 4月19日        |
| 45  | つるセコベストテン               | 田中浩司 早川正                     | 木暮輝夫 佐々木裕之              | 木暮輝夫 佐々木裕之                       | 三浦清継        | 4月19日        |
| 45  | ハゲ丸100万馬力!!                | 田中浩司 早川正                     | 木暮輝夫 佐々木裕之              | 木暮輝夫 佐々木裕之                       | 三浦清継        | 4月19日        |
| 46  | 青春、カムバック!                | 桜井正明                            | 神谷純 竹内大三 米谷良知         | 米谷良知                                  | 武内啓          | 5月3日         |
| 46  | つるセコベストテン               | 桜井正明                            | 神谷純 竹内大三 米谷良知         | 米谷良知                                  | 武内啓          | 5月3日         |
| 46  | 地球最期の日                     | 桜井正明                            | 神谷純 竹内大三 米谷良知         | 米谷良知                                  | 武内啓          | 5月3日         |
| 47  | 熱烈感動ハゲ丸くん!              | 早川正 小松崎康弘                   | 福本潔 善聡一郎 木下ゆうき       | 福本潔 善聡一郎 木下ゆうき                | 大西克美        | 5月10日        |
| 47  | つるセコベストテン               | 早川正 小松崎康弘                   | 福本潔 善聡一郎 木下ゆうき       | 福本潔 善聡一郎 木下ゆうき                | 大西克美        | 5月10日        |
| 47  | お江戸日本晴れ!                  | 早川正 小松崎康弘                   | 福本潔 善聡一郎 木下ゆうき       | 福本潔 善聡一郎 木下ゆうき                | 大西克美        | 5月10日        |
| 48  | いってらっしゃい留学生           | 海老沼三郎 桜井正明                 | 神谷純 竹内大三 米谷良知         | 米谷良知                                  | 武内啓          | 5月17日        |
| 48  | つるセコベストテン               | 海老沼三郎 桜井正明                 | 神谷純 竹内大三 米谷良知         | 米谷良知                                  | 武内啓          | 5月17日        |
| 48  | オーカミ男がやってきた           | 海老沼三郎 桜井正明                 | 神谷純 竹内大三 米谷良知         | 米谷良知                                  | 武内啓          | 5月17日        |
| 49  | おみごと結婚写真                 | 杉原めぐみ 早川正                   | しのゆきひろ 藤原浩一 鈴木幸雄   | 善聡一郎                                  | 藤田宗克        | 5月24日        |
| 49  | つるセコベストテン               | 杉原めぐみ 早川正                   | しのゆきひろ 藤原浩一 鈴木幸雄   | 善聡一郎                                  | 藤田宗克        | 5月24日        |
| 49  | つるセコ大航海!                  | 杉原めぐみ 早川正                   | しのゆきひろ 藤原浩一 鈴木幸雄   | 善聡一郎                                  | 藤田宗克        | 5月24日        |
| 50  | オネショでごめんね               | 杉原めぐみ 海老沼三郎               | しのゆきひろ 竹内大三 藤原浩一   | 米谷良知                                  | 西島克彦        | 6月14日        |
| 50  | つるセコベストテン               | 杉原めぐみ 海老沼三郎               | しのゆきひろ 竹内大三 藤原浩一   | 米谷良知                                  | 西島克彦        | 6月14日        |
| 50  | ハゲ丸のかいけつゼロ             | 杉原めぐみ 海老沼三郎               | しのゆきひろ 竹内大三 藤原浩一   | 米谷良知                                  | 西島克彦        | 6月14日        |
| 51  | ハゲ丸の大ヘンシーン!            | 桜井正明 橋本裕志                   | 秦義人 藤原浩一                  | 木下ゆうき 藤原浩一                       | 藤田宗克        | 6月21日        |
| 51  | つるセコベストテン               | 桜井正明 橋本裕志                   | 秦義人 藤原浩一                  | 木下ゆうき 藤原浩一                       | 藤田宗克        | 6月21日        |
| 51  | 暗黒街のハゲ丸くん               | 桜井正明 橋本裕志                   | 秦義人 藤原浩一                  | 木下ゆうき 藤原浩一                       | 藤田宗克        | 6月21日        |
| 52  | オナラでハッピッピ!              | 桜井正明 小松崎康弘                 | 大雷太 竹内大三 鈴木幸雄         | 米谷良知 ますなりこうじ                   | 東研作          | 7月5日         |
| 52  | つるセコベストテン               | 桜井正明 小松崎康弘                 | 大雷太 竹内大三 鈴木幸雄         | 米谷良知 ますなりこうじ                   | 東研作          | 7月5日         |
| 52  | こい恋!地獄へ天国へ              | 桜井正明 小松崎康弘                 | 大雷太 竹内大三 鈴木幸雄         | 米谷良知 ますなりこうじ                   | 東研作          | 7月5日         |
| 53  | わっペンフレンド!?               | 橋本裕志 早川正                     | 善聡一郎 藤原浩一                | 善聡一郎                                  | 藤田宗克        | 7月12日        |
| 53  | つるセコベストテン               | 橋本裕志 早川正                     | 善聡一郎 藤原浩一                | 善聡一郎                                  | 藤田宗克        | 7月12日        |
| 53  | とんちんかんハゲ丸くん!!         | 橋本裕志 早川正                     | 善聡一郎 藤原浩一                | 善聡一郎                                  | 藤田宗克        | 7月12日        |
| 54  | ぴっかぴかのヒーロー             | 橋本裕志 海老沼三郎                 | 垂永土 米谷良知 鈴木幸雄         | 米谷良知                                  | 野口大蔵        | 8月2日         |
| 54  | つるセコベストテン               | 橋本裕志 海老沼三郎                 | 垂永土 米谷良知 鈴木幸雄         | 米谷良知                                  | 野口大蔵        | 8月2日         |
| 54  | ハゲ丸の親連れ狼                 | 橋本裕志 海老沼三郎                 | 垂永土 米谷良知 鈴木幸雄         | 米谷良知                                  | 野口大蔵        | 8月2日         |
| 55  | つるセコ少年野球団               | 桜井正明 小松崎康弘                 | しのゆきひろ 藤原浩一            | 藤原浩一                                  | 藤田宗克        | 8月9日         |
| 55  | つるセコベストテン               | 桜井正明 小松崎康弘                 | しのゆきひろ 藤原浩一            | 藤原浩一                                  | 藤田宗克        | 8月9日         |
| 55  | ハチの子ハゲ丸くん               | 桜井正明 小松崎康弘                 | しのゆきひろ 藤原浩一            | 藤原浩一                                  | 藤田宗克        | 8月9日         |
| 56  | ハロー!らくがき小僧              | 田中浩司 桜井正明 早川正            | 大雷太 垂永土 ますなりこうじ     | ますなりこうじ                            | 武内啓          | 8月23日        |
| 56  | つるセコベストテン               | 田中浩司 桜井正明 早川正            | 大雷太 垂永土 ますなりこうじ     | ますなりこうじ                            | 武内啓          | 8月23日        |
| 56  | 決闘!荒野のハゲ丸くん            | 田中浩司 桜井正明 早川正            | 大雷太 垂永土 ますなりこうじ     | ますなりこうじ                            | 武内啓          | 8月23日        |
| 57  | お見合いシンフォニー             | 桜井正明 杉原めぐみ                 | 善聡一郎 高柳哲司                | 善聡一郎                                  | 藤田宗克        | 8月30日        |
| 57  | つるセコベストテン               | 桜井正明 杉原めぐみ                 | 善聡一郎 高柳哲司                | 善聡一郎                                  | 藤田宗克        | 8月30日        |
| 57  | ああ、クレオパトラ!?             | 桜井正明 杉原めぐみ                 | 善聡一郎 高柳哲司                | 善聡一郎                                  | 藤田宗克        | 8月30日        |
| 58  | バカタレ父ちゃん!                | 桜井正明 橋本裕志                   | 米谷良知                         | 米谷良知                                  | 野口大蔵        | 9月6日         |
| 58  | つるセコベストテン               | 桜井正明 橋本裕志                   | 米谷良知                         | 米谷良知                                  | 野口大蔵        | 9月6日         |
| 58  | ハゲ丸そんごくう                 | 桜井正明 橋本裕志                   | 米谷良知                         | 米谷良知                                  | 野口大蔵        | 9月6日         |
| 59  | センセイ・センセーション         | 田中浩司 桜井正明 早川正            | しのゆきひろ 藤原浩一            | 藤原浩一                                  | 藤田宗克        | 10月6日        |
| 59  | つるセコベストテン               | 田中浩司 桜井正明 早川正            | しのゆきひろ 藤原浩一            | 藤原浩一                                  | 藤田宗克        | 10月6日        |
| 59  | ペスの惑星                       | 田中浩司 桜井正明 早川正            | しのゆきひろ 藤原浩一            | 藤原浩一                                  | 藤田宗克        | 10月6日        |

### 放送局
放送日時は個別に出典が提示されている局を除き1989年7月中旬 - 8月上旬時点、放送系列は放送当時のものとする。
| 放送地域       | 放送局             | 放送日時                                     | 放送系列                      | 備考 |
| -------------- | ------------------ | -------------------------------------------- | ----------------------------- | --- |
| 関東広域圏     | テレビ朝日         | 水曜 19:00 - 19:30                           | テレビ朝日系列                | 制作局 |
| 北海道         | 北海道テレビ       | 水曜 19:00 - 19:30                           | テレビ朝日系列                | |
| 宮城県         | 東日本放送         | 水曜 19:00 - 19:30                           | テレビ朝日系列                | |
| 福島県         | 福島放送           | 水曜 19:00 - 19:30                           | テレビ朝日系列                | |
| 新潟県         | 新潟テレビ21       | 水曜 19:00 - 19:30                           | テレビ朝日系列                | |
| 長野県         | テレビ信州         | 水曜 19:00 - 19:30                           | 日本テレビ系列 テレビ朝日系列 | |
| 静岡県         | 静岡けんみんテレビ | 水曜 19:00 - 19:30                           | テレビ朝日系列                | 現・静岡朝日テレビ。 |
| 中京広域圏     | 名古屋テレビ       | 水曜 19:00 - 19:30                           | テレビ朝日系列                | |
| 近畿広域圏     | 朝日放送           | 水曜 19:00 - 19:30                           | テレビ朝日系列                | 現・朝日放送テレビ。 木曜日に放送していた時は遅れネット だったが、水曜日に移って同時ネットとなった。                                                     |
| 香川県・岡山県 | 瀬戸内海放送       | 水曜 19:00 - 19:30                           | テレビ朝日系列                | |
| 福岡県         | 九州朝日放送       | 水曜 19:00 - 19:30                           | テレビ朝日系列                | |
| 鹿児島県       | 鹿児島放送         | 水曜 19:00 - 19:30                           | テレビ朝日系列                | |
| 青森県         | 青森放送           | 土曜 6:00 - 6:30                             | 日本テレビ系列 テレビ朝日系列 | |
| 岩手県         | 岩手放送           | 月曜 - 金曜 6:00 - 6:30                      | TBS系列                       | 現・IBC岩手放送。1990年頃に放送。 |
| 秋田県         | 秋田放送           | 日曜 6:00 - 6:30                             | 日本テレビ系列                | |
| 山形県         | 山形放送           | 月曜 17:00 - 17:30                           | 日本テレビ系列 テレビ朝日系列 | |
| 山梨県         | 山梨放送           | 日曜 6:15 - 6:45                             | 日本テレビ系列                | |
| 石川県         | 石川テレビ         | 月曜 16:10 - 16:36 ↓ 月曜 - 金曜 6:00 - 6:30 | フジテレビ系列                | 1989年4月3日より月曜夕方に放送されていたが、1989年11月6日中断。 残りの話数は1990年に平日朝枠にて1990年2月13日から3月22日まで 集中放送。                  |
| 福井県         | 福井放送           | 木曜 17:00 - 17:30                           | 日本テレビ系列 テレビ朝日系列 | 1988年4月13日ネット開始。 1989年3月までは日本テレビ系列単独加盟局。                                                                                      |
| 広島県         | 広島ホームテレビ   | 土曜 17:00 - 17:30                           | テレビ朝日系列                | 木曜時代は本来の時間帯にアニメ『オズの魔法使い』（テレビ東京制作）を放送し、 水曜時代は本来の時間帯にアニメ『怪物くん』（第2作、再放送）を放送していた。 |
| 長崎県         | 長崎放送           | 金曜 16:55 - 17:25                           | TBS系列                       | |
| 大分県         | 大分放送           | 水曜 17:00 - 17:30                           | TBS系列                       | 1988年6月1日から放送。 |
| 宮崎県         | 宮崎放送           | 水曜 16:00 - 16:30                           | TBS系列                       | |
| 沖縄県         | 琉球放送           | 水曜 17:30 - 18:00                           | TBS系列                       | |

## ゲーム

### PCエンジン用ソフト
1989年開催の第5回ハドソン全国キャラバン内で使用されたイベント用PCエンジンソフト『ハイテク王国』に『ハゲ丸・桃太郎の木登りゲーム』が収録されていた。ボタンを連打するとハゲ田一家と桃太郎が木登りを行い、その順位を競うという内容だった。

### ファミリーコンピュータ用ソフト
『つるピカハゲ丸 めざせ!つるセコの証』は、1991年12月13日にジャレコから発売された本作品を題材としたファミリーコンピュータ用アクションゲーム（アドベンチャーゲーム的な要素も含んでいる）。アドベンチャーステージではヒントを集め、アクションステージでは敵を倒してお金を稼ぎながら目的を果たしていく。ジャンプした後にBボタンを押すことで下方向の敵を頭突きで倒すことができ、また十字キーの上とBボタンを溜めることで、お金を投げて敵を倒すことのできる「コイン投げ」を行うこともできる。
アニメの放送終了後に発売されているため、『コロコロコミック』などでの宣伝が主である。原作のイラストを使用しているため、原作のタイアップではあるが、本作の著作権表記はアニメ版のものである。
内容が原作からもかけ離れた、凄まじくシュールな世界観であり、バカゲーとの評価が一般的。後に伝説のクソゲーランキングにもノミネートされたが、原作者ののむらは「クソゲーとは失礼な。せめて屁ゲーと読んで」と語っている。

#### ストーリー
はるか昔、「つるセコの証」が宇宙から飛来してきた。「つるセコキング」は、それによってつるセコに目覚めた。主人公のハゲ丸は、その継承者だった。彼は「つるセコの証」を探す旅に出ることになった。

#### 備考
- 発表から発売までに時間が掛かったため、サブタイトルが何度か変更されている。
- フィールドマップのBGMはアニメ版のオープニング曲をファミコン音源でアレンジしたものを使用している。
- 作中では原作と同じく編集者（登場するボスキャラクターのモデルにされている）や作者が登場しているが、作者はゲーム内容にほとんど関わっていないらしく勝手に登場させたことになる。また、ゲーム内ではオバケのQ太郎らしきキャラクターがゲーム内の小学館ビルに描かれており、作者は後年のインタビューで著作権などの問題を心配していた[4]。
- 頭突きで敵キャラクター（カラス、野良猫、カラーコーン、スケートボードに乗った少年、土木作業員など）を倒して落としたコインを拾うことを「つるセコ」と強引に呼称しているなど、ギャグ漫画である原作にゲーム性を持たせるために、かなり無理矢理な解釈による設定改変、シュールな演出が多い。
- ライフ制だが、初期値の3から全く増やすことはできない。残機の概念は無く、3度のダメージおよびステージの穴に落下すると即ゲームオーバーとなり、所持金の半額を没収されてコンティニューとなる。

ハゲ丸たちの住んでいる街のすぐ近くにエジプトやジャングルがあり、旅行代理店に行くと泳いでハワイに行くことを薦められ、目と鼻の先の小島がハワイということになる（しかし、アメリカ合衆国には無料で何度も行ける）など、実際の地理を無視したマップ構成である。
ハゲ丸の行く所にはたまに聖子が先回りしており、ハワイや南極、宇宙空間であっても服装が変わらない。
最終ボス「トライベーダー」との戦闘では勝利することができず、敗北した時点でイベントパートに入り、エンディングへと繋がる。
このゲームにアニメ版の声優陣は一切関わっていないが、エンディングの最後にアニメでハゲ丸役を務めていたつかせのりこへの追悼メッセージがある。
- 原作者ののむらもプレイしたが、難易度の高さのあまり一面もクリアできなかった（のむら自身はゲームセンターに入り浸ったり、ファミコンソフトを大量に買い込むほどのゲーム好きだった）[20]。

#### スタッフ
- メイン プログラム：あんみら♡だいすき♡ばい♡ほんだ♡もとこ、--- ひゅう ---
- ヘルプ プログラム：あそんでくれてありがとう しむらやすひろ、うへへ・すぱーく かんご
- BG デザイン：……つかれた…………かえるっ!!
- スプライト デザイン：やっぱ「123」いーよ。 さあの・らん
- 演出 デザイン：やっぱし、さだもーさんだーなー。 けい♡
- サウンド：すずき やすゆき あはははははのはーーだ（鈴木康行）
- デレクター：さぶろっくんもよろしく おもたに ともじ（面谷知志）、えびお かな
- 原作者：のむら しんぼ せんせい
- 手伝ってくれた人達：くらもち のぶゆき丸（倉持伸幸）、ゆうびっく さかもと、ゆたに、ハッピーかむ・かむ、ぷりんす・けー、みゃうくん、あでおす あみーご、じゃれこのみんな

#### 評価
ゲーム誌『ファミコン通信』の「クロスレビュー」では合計18点（満40点）となっている。